# نصر ۱
نصر-۱ یک موشک کروز ساخت ایران است، که قابلیت از بین بردن هدف‌های ۳۰۰۰ تنی مانند کشتی‌های جنگی را دارد. موشک نصر-۱ می‌تواند از پایگاه‌های ساحلی و هم از شناورهای جنگی پرتاب گردد، و مدلی از آن در حال اصلاح و تغییر است تا قابلیت شلیک از هلیکوپترها و زیردریایی‌ها را داشته باشد. در دسامبر ۲۰۰۸، نیروی دریایی ایران با موفقیت موشک سطح به سطح نصر-۱ را در طی رزمایش "وحدت ۸۷" در آبهای خلیج فارس آزمایش کرد. در پی آزمایش موفقیت‌آمیز، در تاریخ ۷ مارس ۲۰۱۰، وزیر دفاع ایران بهره‌برداری از خط تولید انبوه موشک نصر-۱ را اعلام کرد.

## مشخصات فنی و تاریخچه
موشک «نصر-۱» دارای بدنه‌ای با شکل سیگار مانند است که چهار بالک بزرگ تاشو در قسمت میانی و چهار بالک کوچک‌تر در انتهای موشک نزدیک به خروجی نصب شده است. گفته می‌شود که موشک نصر-۱ احتمالاً نسخه‌ای کپی‌شده از موشک کوتاه‌برد چینی C-704 است.
در دسامبر ۲۰۰۸، نیروی دریایی ایران در مرحله نهایی رزمایش «وحدت ۸۷» در آب‌های خلیج فارس، موشک سطح‌به‌سطح نصر-۱ را با موفقیت آزمایش کرد. پس از این آزمایش موفق، در ۷ مارس ۲۰۱۰، وزیر دفاع ایران تولید انبوه موشک‌های نصر-۱ را اعلام کرد.
اوایل سال ۲۰۱۲، در جریان رزمایش «ولایت ۹۰»، این موشک از پرتابگرهای زمینی نیز آزمایش شد. در ۱۰ فوریه ۲۰۱۳، رئیس سازمان صنایع هوایی ایران اعلام کرد که نسخه هوابه‌سطح موشک‌های کروز ضدکشتی «قدر» و «نصر-۱» ظرف یک هفته آزمایش خواهد شد. این موشک همچنین دارای نسخه‌ای برای پرتاب از زیردریایی به نام «جاسک-۲» است.

## مشخصات کلی
- وزن: ۳۵۰ کیلوگرم
- طول: ۳.۵ متر
- سرجنگی: ۱۵۰ کیلوگرم
- موتور: موتور سوخت جامد
- برد: ۳۵ کیلومتر
- سرعت: ۰.۹ ماخ
- عمر مفید: ۱۰ سال